# Полукаменный дом

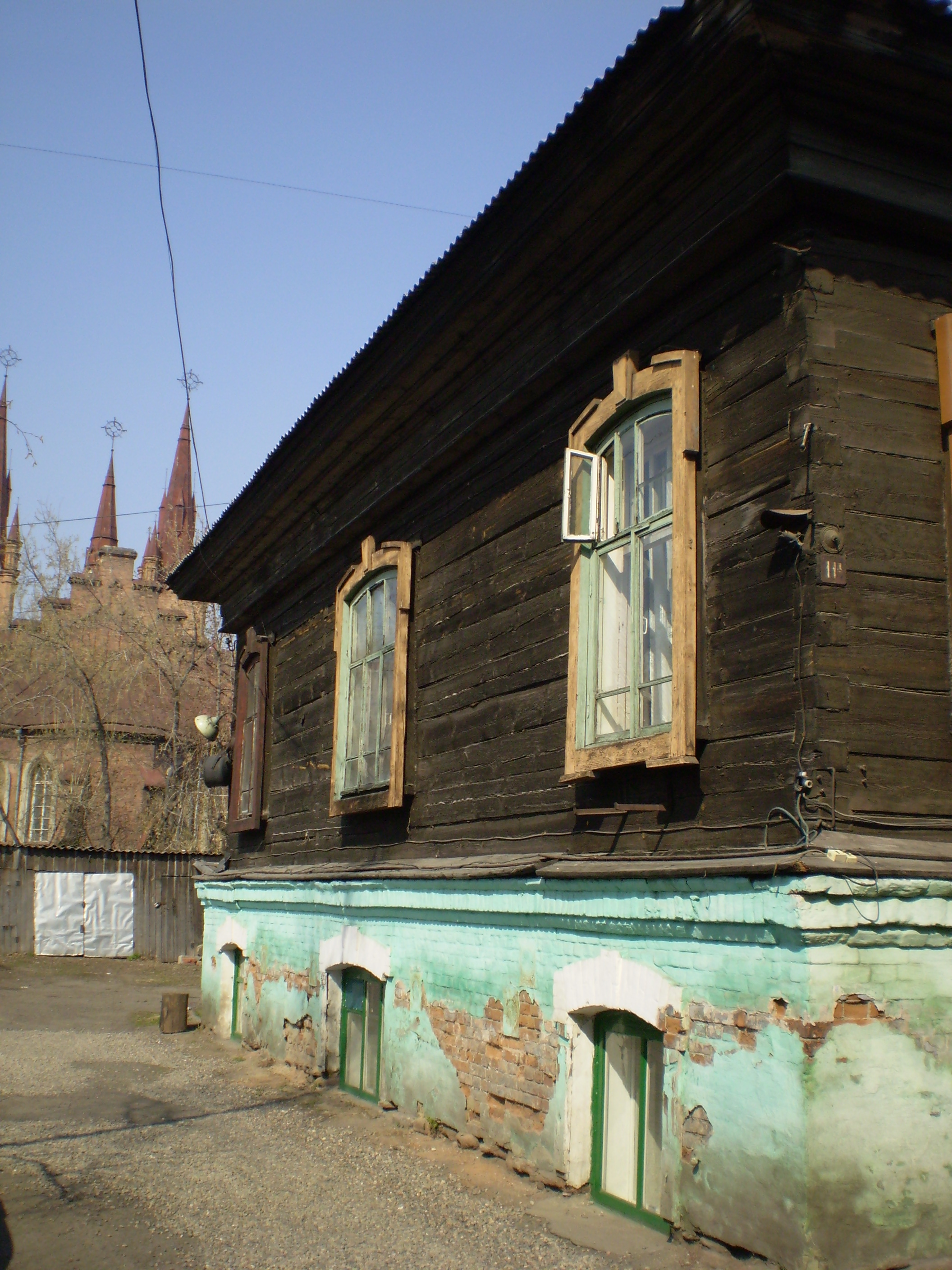
Мещанский полукаменный дом Красноярска. Первый этаж жилой и для экономии энергии заглублён ниже уровня промерзания грунта.

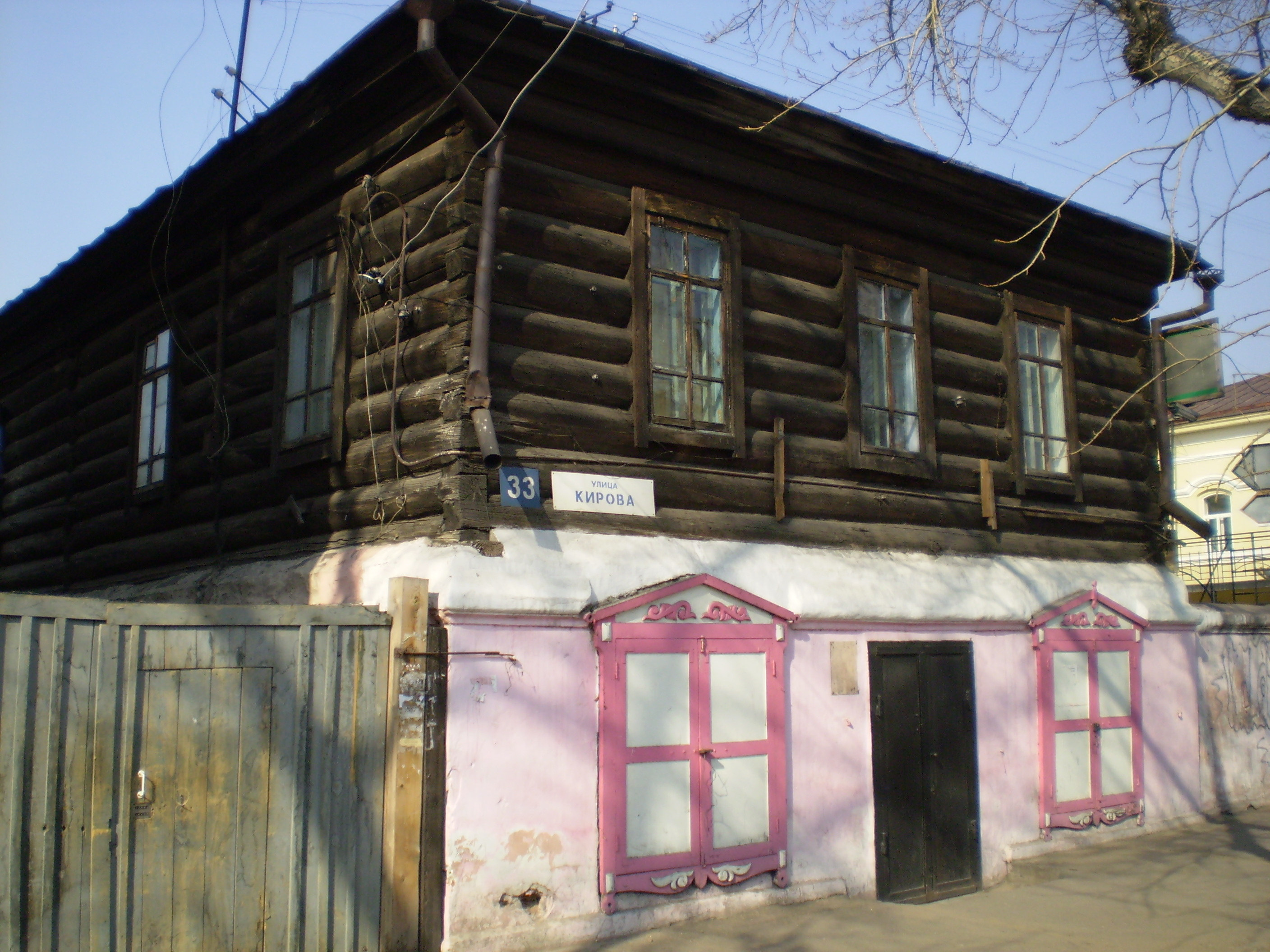
Купеческий полукаменный дом Верхнеудинска. На первом этаже располагается магазин.

Полука́менный дом — тип городского жилища, получивший распространение в российских городах в XIX веке. 

## История

### XI—XVIII века
Использование в строительстве одновременно дерева и камня имело место ещё в средние века. Так, например, в Псковской республике строились древокаменные крепости (Велье). Кроме того, древний тип городского здания в России — палаты, как правило имел от одного до трёх каменных (кирпичных) этажей, а уже сверху надстраивались один-два деревянных этажа. Если каменные этажи использовались в хозяйственных целях, то деревянные, наоборот, использовались в качестве жилья.

### XIX век
В XIX веке кирпич производился в небольших количествах и был дорог. Кирпич использовался для строительства общественных и культовых зданий, а города застраивались деревянными жилыми домами.
В середине XIX века получили распространение полукаменные дома. Цокольный этаж или первый этаж такого дома строился из камня, а верхний этаж из дерева. Это увеличивало прочность здания и пожарную безопасность. Крыша полукаменного дома крылась железом, что свидетельствовало о богатстве хозяина. Крыша, крытая железом, чаще всего красилась в красный или зелёный цвет.
Полукаменные дома были популярны среди небогатых купцов и зажиточных мещан. В купеческих домах на первом этаже и в подвале могли размещаться склад, магазин, лавка, контора, там же жила прислуга, или дальние родственники; второй этаж был сугубо жилым. Длинной стороной дом ориентировался во двор. Со стороны улицы на первом этаже находился вход в магазин или лавку. В мещанских домах на первом этаже жили хозяева, а второй этаж мог сдаваться в аренду.